# Ghiacciaio Schutt
Il ghiacciaio Schutt è un ghiacciaio lungo circa 7 km situato nella regione centro-occidentale della Dipendenza di Ross, nell'Antartide orientale. Il ghiacciaio, il cui punto più alto si trova a circa 1400 m s.l.m., si trova nell'entroterra della costa di Scott, sul lato occidentale della dorsale Royal Society, dove fluisce verso sud all'interno di una valle compresa tra il colle Crary, a est, e il colle Stepaside, a ovest, fino a unire il proprio flusso a quello del ghiacciaio Skelton, poco a ovest del ghiacciaio Ruecroft.

## Storia
Il ghiacciaio Schutt è stato mappato da membri dello United States Geological Survey (USGS) grazie a fotografie aeree scattate dalla marina militare statunitense nel periodo 1960-64, e così battezzato dal Comitato consultivo dei nomi antartici in onore di John Schutt, un geologo dell'Università di Pittsburgh che, per sette stagioni tra il 1981 e il 1992, ha fatto parte delle squadre del Programma Antartico degli Stati Uniti d'America impegnate nella ricerca di meteoriti nella Terra della Regina Vittoria.